# Edouard Kisonga
Edouard Kisonga Ndinga SSS (ur. 26 kwietnia 1946 w Kisantu) – kongijski duchowny rzymskokatolicki, eucharystianin, biskup pomocniczy Kinszasy w latach 2000–2022, od 2022 biskup pomocniczy senior archidiecezji Kinszasy.

## Życiorys
Edouard Kisonga Ndinga urodził się 26 kwietnia 1946 w Kisantu, w prowincji Kongo Środkowe nad rzeką Inkisi. Święcenia prezbiteratu przyjął 7 czerwca 1981.
29 października 1999 papież Jan Paweł II prekonizował go biskupem pomocniczym archidiecezji Kinszasy ze stolicą tytularną Grumentum. Święcenia biskupie otrzymał 30 stycznia 2000 na stadion narodowy Stade des Martyrs. Udzielił mu ich kardynał Frédéric Etsou-Nzabi-Bamungwabi, arcybiskup metropolita Kinszasy, w asyście Francisco-Javier Lozano, nuncjusza apostolskiego w Demokratycznej Republice Konga, i Eugène Moka, emerytowanego biskupa pomocniczego Kinszasy.
30 stycznia 2022 papież Franciszek przyjął jego rezygnację z obowiązków biskupa pomocniczego Kinszasy.